# Zosterops cinereus
Zosterops cinereus là một loài chim trong họ Zosteropidae.
Đây là loài đặc hữu của đảo Kosrae. Loài này và Zosterops ponapensis trước đây được coi là cùng một loài.
Môi trường sống tự nhiên của nó là rừng nhiệt đới ẩm nhiệt đới hoặc cận nhiệt đới.